# 靜坐示威

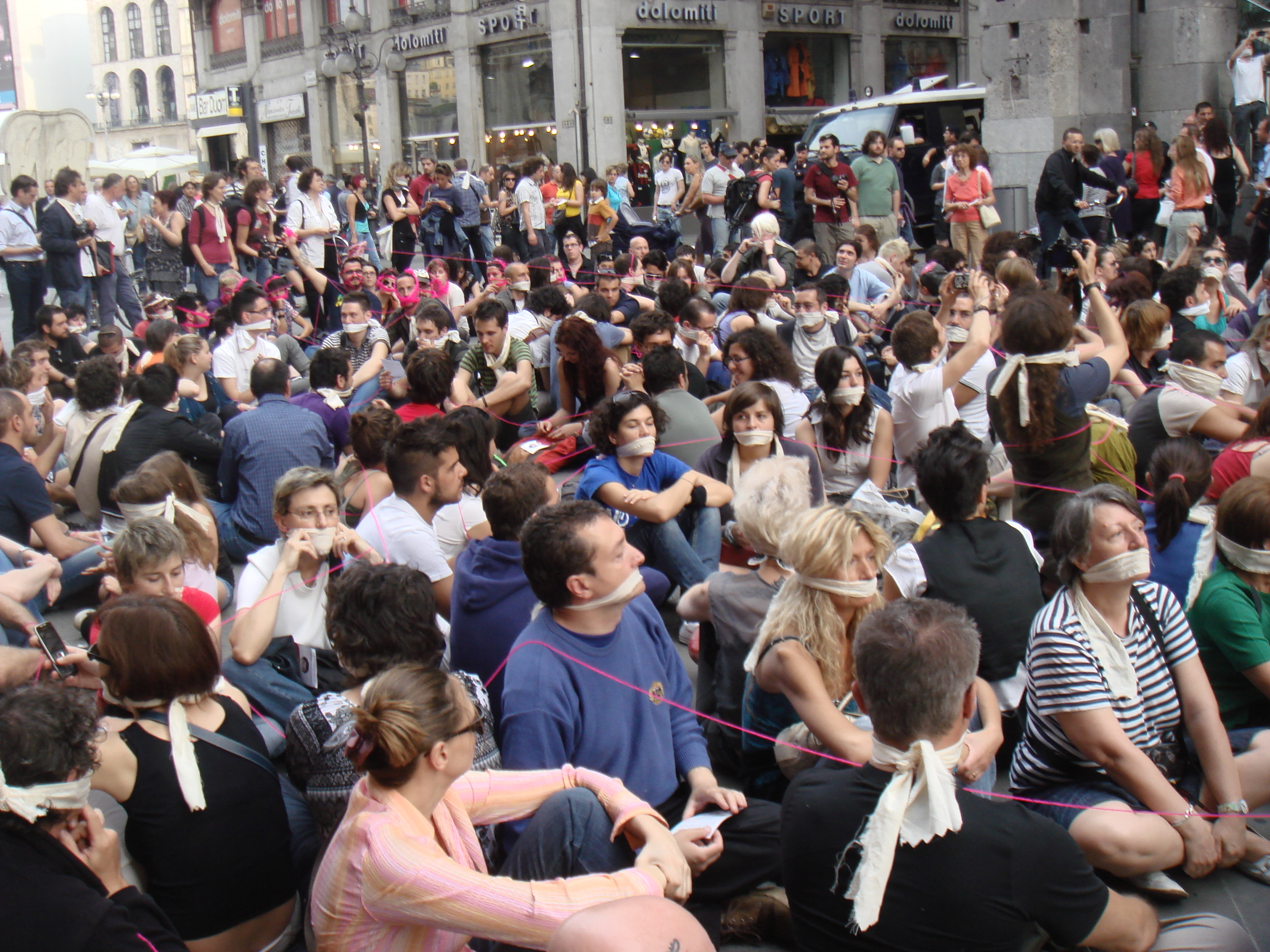
一次静坐活动

靜坐示威，是示威的一種，屬於非暴力抗爭方式之一。部分靜坐示威與公民不服從、佔領或絕食等行動同時進行，以表達訴求或引起公眾關注。
某些靜坐示威活動中，參與者會透過升級行動（如絕食）以增加新聞媒體報導機會。